# Partido judicial de Montilla
El partido judicial de Montilla es uno de los 85 partidos judiciales en los que se divide la comunidad autónoma de Andalucía y creado por Real Decreto en 1983, como el número 11 de los doce partidos judiciales en que se divide la provincia de Córdoba, en España. La extensión del partido comprende 9 municipios con una superficie de 727,04 km² y sede en Montilla. 

## Ámbito geográfico
El ámbito territorial, que viene regulado por el Real Decreto 529/1983, de 9 de marzo, comprende los municipios:
| Partido Judicial | Capital de partido | Municipios que comprende |
| ---------------- | ------------------ | --- |
| 11               | Montilla           | Fernán Núñez, La Guijarrosa, Montalbán de Córdoba, Montemayor, Montilla, La Rambla, San Sebastián de los Ballesteros, Santaella y La Victoria. |